# White Sulphur Springs (Montana)
Pour les articles homonymes, voir White Sulphur Springs.
La ville américaine de White Sulphur Springs est le siège du comté de Meagher, dans l’État du Montana. Lors du recensement de 2010, sa population a été estimée à 939 habitants.

## Personnalités liées à la ville
L’acteur Dirk Benedict, né à Helena en 1945, a grandi à White Sulphur Springs.